# 74 (nombre)
« Soixante-quatorze » et « septante-quatre » redirigent ici. Pour l'année, voir 74.
Le nombre 74 (septante-quatre ou soixante-quatorze) est l'entier naturel qui suit 73 et qui précède 75.

## En mathématiques
Le nombre 74 est :
- un nombre composé brésilien car 74 = 2236.
- un nombre nontotient car il n'y a aucune solution à l'équation {\displaystyle \varphi (x)=74\,}
({\displaystyle \varphi \,} étant l'indicatrice d'Euler).
- le nombre de polyèdres non-Hamiltoniens distincts avec un nombre minimal de sommets.

## Dans d'autres domaines
Le nombre 74 est aussi :
- Le numéro atomique du tungstène, un métal de transition.
- le numéro de la sourate Al-Muddathir dans le Coran.
- Le n° du département français de la Haute-Savoie.
- Années historiques : -74, 74 ou 1974.
- Ligne 74 (Infrabel).
- 74 canons, un type de vaisseau de ligne du XVIIIe siècle.